# Johannes Buchner
Johannes Buchner est un biologiste moléculaire et biochimiste allemand, né le 12 mars 1960 à Ihrlerstein. Il est professeur à l'Université technique de Munich (chaire de biotechnologie).

## Études
Johannes Buchner  fait des études de biologie à l'Université de Ratisbonne ; il y obtient son diplôme en 1987 et son doctorat en 1991. Dans sa thèse de doctorat, dirigée par Rainer Rudolph dans l'équipe de biochimie physique de Rainer Jaenicke, il étudie le repliement des protéines et les chaperons moléculaires. Il travaille comme chercheur postdoctoral au Institut national du cancer (États-Unis) des National Institutes of Health à Bethesda (Maryland) dans le groupe d'Ira Pastan. Au retour, il devient chef de groupe à l'Université de Ratisbonne. En 1995, il obtient son habilitation et devient par la suite boursier Heisenberg. En 1998, il est nommé à la chaire de biotechnologie de l'Université technique de Munich . Il y établit un programme d'études de biochimie. De 2003 à 2006, il est doyen de la Faculté de chimie.

## Recherche
Les chaperons moléculaires constituent une classe essentielle de protéines qui aident d'autres protéines à obtenir leur structure biologiquement active et inhibent les réactions secondaires hors voie de passage pendant la maturation de la protéine. Les travaux de Buchner se concentrent sur la compréhension des mécanismes des chaperons moléculaires d'une manière à la fois quantitative et mécaniste. Ses travaux ont contribué à la compréhension du cycle de chaperon du chaperon bactérien GroEL. Elles mettent l'accent sur les protéines de choc thermique (sHsps), le mécanisme des chaperons Hsp90 et le rôle des chaperons moléculaires dans les anticorps et  dans le repliement des anticorps. Les travaux de Buchner ont établi que les sHsps étaient des chaperons moléculaires  et ont contribué de manière significative à la compréhension de leur fonction et de leur mode d'activation. Ses travaux sur le repliement des anticorps ont permis de mieux comprendre les mécanismes de repliement des anticorps et leur examen par la machinerie des chaperons cellulaires. Le laboratoire de Johannes Buchner se concentre principalement sur la machine chaperonne Hsp90. Ses travaux ont permis de comprendre en détail le mécanisme de la Hsp90 et sa régulation par les cochaperones, établissant un cycle de chaperon fonctionnel pour la Hsp90, qui est devenue une cible majeure dans la thérapie du cancer,. Plusieurs découvertes du laboratoire Buchner sur le repliement des protéines dirigés par les chaperons ont été traduites avec succès en de nouvelles applications dans le domaine de la biotechnologie.

## Prix et distinctions
Buchner a reçu de nombreuses distinctions, parmi lesquelles : 
- 2006, élection à l'Académie Léopoldine[8] dont il a également reçu  la médaille Schleiden en 2015.
- 2010, élection à l'Académie bavaroise des sciences.
- 2011, prix Hans-Neurath de la  Protein Society
- 2015, médaille Heinz Maier-Leibnitz de l'Université technique de Munich[9].
- 2016,  prix Albrecht-Kossel (de) de la Société allemande de chimie (de)
- 2017,  médaille Max-Bergmann (de).
- 2024,  médaille Otto-Warburg.

## Responsabilités
Buchner fait partie du comité de rédaction du Journal of Molecular Biology et du Journal of Biological Chemistry depuis 2012. Il a fondé et dirige un centre de recherche collaborative DFG sur le contrôle conformationnel de la fonction des protéines (SFB 1035). De 2013 à 2015, il est vice-président et de 2015 à 2017 président de la Gesellschaft für Biochemie und Molekularbiologie (de). En 2014, il devient membre de l'Organisation européenne de biologie moléculaire (EMBO), également membre du comité exécutif d la Fédération européenne des sociétés de biochimie dont il dirige  le comité de publication. Buchner est l'un des fondateurs de la Fondation Rainer Rudolph pour la promotion des jeunes scientifiques et est membre de son conseil d'administration depuis 2011. Il est co-éditeur du Protein Folding Handbook en cinq volumes, un ouvrage de référence sur le repliement des protéines.
Plusieurs chercheurs issus de son groupe de travail ont poursuivi leur propre carrière universitaire, notamment, Jirka Peschek (Université de Heidelberg), les professeurs Matthias Feige (TU Munich), Ursula Jakob (Université du Michigan), Hauke Lilie (Université de Halle), Thomas Scheibel (Université de Bayreuth) et Hristo L. Svilenov (Université de Gand).